# Homogenität
Homogenität (von altgriechisch ὁμογένεια homogéneia, aus ὁμός homόs, deutsch ‚gleich‘, und γένεσις genesis, deutsch ‚Erzeugung, Geburt‘, also etwa: ‚gleiche Beschaffenheit‘) bezeichnet die Gleichheit einer Eigenschaft, über die gesamte Ausdehnung eines Systems oder auch die Gleichartigkeit von Elementen eines Systems. Der Begriff besitzt einen weiten Anwendungsbereich und kann im Einzelnen unterschiedliche Bedeutungen enthalten. Eine Maßnahme oder Methode, mit der ein Material oder System homogen wird oder mit dem, die Homogenität gesteigert wird, heißt Homogenisierung.

## Bedeutung
Der Begriff Homogenität bezieht sich auf die Verteilung einer bestimmten Eigenschaft auf einer Fläche oder in einem Raum. Bei dieser Eigenschaft kann es sich um eine skalare oder vektorielle Eigenschaft handeln. Beispiele für ersteres wären die Temperatur, die Dichte eines Stoffes, die Konzentration etc.; für letzteres die elektrische oder magnetische Feldstärke etc. (siehe Feld (Physik)). Die Eigenschaft heißt homogen, wenn sie wenigstens in einem definierten Bereich der Fläche bzw. des Raumes überall denselben Wert hat. (Bei vektoriellen Größen schließt das die Richtung mit ein). Ist das nicht der Fall, so ist sie inhomogen. Homogene Vektorfelder erkennt man an parallelen, gleichmäßig verteilten, geraden Feldlinien.
Einige Beispiele für homogene Verteilungen:
- Wenn man ein Stück Zucker in heißem Wasser auflöst und gut umrührt, ist die Konzentration des Zuckers in jedem Volumenelement des Wassers gleich hoch. Die Zuckerlösung ist also ein homogenes Gemisch aus Zucker und Wasser.
- Die elektrischen Feldlinien zwischen den Platten eines Plattenkondensators sind gleichmäßig verteilt, gerade und parallel. Man spricht von einem homogenen elektrischen Feld.
- Für die magnetische Feldlinien in einer langen stromdurchflossenen Spule gilt dasselbe. Es handelt sich um ein homogenes Magnetfeld.

(Man beachte, dass die letzten beiden Fälle nur näherungsweise gelten, und zwar unter der Voraussetzung, dass man die Fläche des Kondensators bzw. die Länge der Spule als nahezu unendlich auffassen kann).
- Das Schwerefeld der Erde ist zwar inhomogen. Wenn man aber nur einen Teil des Feldes betrachtet, der sehr klein gegenüber der Erdkugel ist (z. B. ein Zimmer), dann kann man das Schwerefeld auch als homogen betrachten.

Schließlich spricht man in der theoretischen Physik von der Homogenität des Raums, wenn man ausdrücken möchte, dass physikalische Gesetze invariant gegenüber der Translation sind. Daraus folgt nach dem Noether-Theorem, dass der Impuls eine Erhaltungsgröße ist.

### Inhomogenität und Heterogenität

Homogen, heterogen / dispers, inhomogen

Was nicht homogen ist, ist inhomogen. Inhomogene Systeme können heterogen (zu ἕτερος [ˈhɛtɛrɔs], deutsch ‚der eine, oder andere von zweien‘) genannt werden, wenn Teile des Systems klar voneinander abgegrenzt werden können. Heterogene Gemische werden als dispers (zu dispergere ‚zerstreuen‘) bezeichnet. Hier sind Partikel einer Substanz in einer anderen Substanz „zerstreut“.
Ein Beispiel für ein inhomogenes Feld ist das Radialfeld eines Monopols, also beispielsweise das elektrische Feld eine Punktladung. Auch Dipolfelder sind an fast jeder Stelle des Raumes inhomogen, außer an dem Punkt zwischen den beiden Polen. Insbesondere sind Wirbelfelder inhomogen (wie beispielsweise die magnetischen Felder um einen geraden stromdurchflossenen Leiter).
Während Dipole von inhomogenen Feldern ausgerichtet und angezogen werden, üben homogene Felder auf Dipole zwar ausrichtende Momente, aber keine anziehenden Kräfte aus.

## Abhängigkeit vom Größenmaßstab
| Homogenität der Stoffe             | Homogenität der Stoffe                                                                                            | Homogenität der Stoffe                                                              | Homogenität der Stoffe                                                          |
| ---------------------------------- | --- | ----------------------------------------------------------------------------------- | ------------------------------------------------------------------------------- |
| - Reinstoff - Element - Verbindung | - Lösung - Gasgemisch - Luft - Vergasergemisch - Kohlensäure - Kochsalzlösung - Kristallwasser - Austenit (Stahl) | - Kolloid - Aerosol - Smog - Mayonnaise - Sintermetall - Schlamm - Feinkornbaustahl | - Dispersion - Schaum - Seifenschaum - Polystyrol (EPS) - Bims - Sand - Brekzie |
| ← homogen                          | ← homogen | heterogen →                                                                         | heterogen →                                                                     |

Atomar betrachtet ist Materie grundsätzlich nicht homogen, da die Bausteine der Materie keine gleichmäßige Raumfüllung aufweisen. Schon im Atom selbst ist die Masse- und Ladungsverteilung nicht homogen, da sie sich ungleich auf den Atomkern und die Atomhülle verteilt.
In der Chemie werden Reinstoffe dessen ungeachtet als homogen bezeichnet. Lösungen sind molekular disperse Gemische. Für sie gilt das ebenfalls. Die Partikel der inneren Phase haben hier eine Größe von weniger als einem Nanometer. Grobdisperse Systeme sind heterogen. Ihre Partikelgröße beträgt mehr als einen Mikrometer. Kolloide (Partikelgröße: 1 nm bis 1 µm) stellen einen Übergang dazwischen dar.
Ein Beispiel für Materie, die auf mikroskopischer Ebene heterogen ist, makroskopisch betrachtet dagegen homogen erscheint, ist Milch. Dabei handelt es sich um ein grobdisperses System, bei dem Milchfett als „disperse Phase“ ungelöst in einer wässerigen Lösung als „Dispersionsmedium“ enthalten ist. Bei einer für Rohmilch typischen Partikelgröße von 10 bis 30 µm kommt es dabei zu einer partiellen Entmischung, bei der sich oben Rahm, ein Gemisch mit einer deutlich höheren Konzentration an Fettpartikeln absetzt. Erst durch technische Verfahren entsteht mit Butter ein System, bei dem innere und äußere Phase vertauscht sind, also Wasser als ungelöste innere Phase im Fett enthalten ist. Um eine Entmischung zu verhindern, wird Milch homogenisiert. Dabei wird die Partikelgröße auf 1–2 µm reduziert. Die Milch ist folglich auch dann noch als „grobdispers“ anzusehen.
Eine Grenze dieser Festlegungen wird schließlich z. B. bei Uranhexafluorid erkennbar. Dieses ist zunächst ein Reinstoff und also homogen. Bei genauerer Betrachtung kann es jedoch als Lösung von Verbindungen mit unterschiedlichen Isotopen angesehen werden, die unter hohem Aufwand mit Kaskaden von Gaszentrifugen an-, bzw. abgereichert werden können.

## Bedeutung homogener Stoffe
Die Gewinnung hinreichend homogener Ausgangsmaterialien oder Zwischenprodukte für die Industrie, wie bei der Herstellung der diversen Halbleiterkomponenten der modernen Elektronik- und Computerindustrie, gehört zu den Schlüsselproblemen der wissenschaftlich-technischen Entwicklung. Sie erfordert (vor allem bei der Gewinnung von Reinststoffen und/oder der Verringerung ihrer Fehlertoleranzen) oft hohen Aufwand.

## Folgen der chemischen Homogenität
Homogene Materie hat überall die gleiche Dichte und Zusammensetzung. Wenn in einem großen Behälter mit einem homogenen Stoff, z. B. mit einem Gas, an einer Stelle eine Teilmenge V1 betrachtet wird, so enthält diese dieselbe Stoffmenge wie eine Teilmenge mit demselben Volumen V1 an anderer Stelle. Teilt man die gesamte Stoffmenge auf zwei gleich große Volumina auf, so enthalten sie die jeweils gleich große Stoffmenge (in diesem Fall jeweils die Hälfte der ursprünglichen). Daraus folgt:
Die Stoffmenge ist für homogene Substanzen bei gleich bleibendem Druck und gleich bleibender Temperatur proportional zum Volumen, oder umgekehrt:
Das Volumen V homogener Substanzen ist bei gleich bleibendem Druck p und gleich bleibender Temperatur T proportional zur Stoffmenge n.
Für T = const und p = const gilt also:
{\displaystyle V\sim n\qquad {\frac {V}{n}}={\text{const}}\qquad {\frac {V_{1}}{n_{1}}}={\frac {V_{2}}{n_{2}}}}.
Diese Gesetze gelten für alle homogenen Stoffe, solange Temperatur und Druck unverändert bleiben, einschließlich für ideale Gase, für die die thermische Zustandsgleichung idealer Gase gilt. Der Quotient
{\displaystyle {\tfrac {V}{n}}=V_{m}} heißt Molvolumen, der Quotient {\displaystyle {\tfrac {n}{V}}=c} ist die Konzentration. Die genannten Beziehungen sind auch die Grundlage der Volumetrie.
Für homogene Substanzen gelten auch die Beziehungen
{\displaystyle V\sim m\qquad {\frac {m}{V}}=\rho }.